# Vlatko Vuković
Vlatko Vuković Kosača  (décédé entre août 1392 et août 1393) était un noble bosniaque du XIVe siècle qui détenait les titres de voïvode de Hum et de grand-duc de Bosnie. Il s'est distingué comme l'un des meilleurs commandants militaires du roi Tvrtko Ier dans les batailles contre l'Empire ottoman.

## Biographie

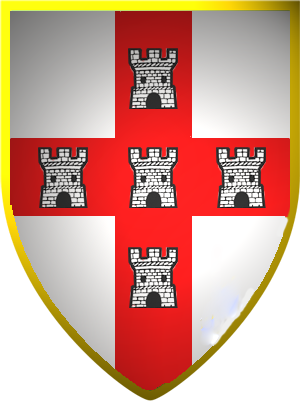
Blason généralement attribué à Hrana et Vlatko Vuković dans les soi-disant armoriaux illyriens.

Vlatko était probablement le fils du duc Vuk Kosača, souvent considéré comme le fondateur de la famille noble Kosača. Il a gouverné Hum (une partie de l'Herzégovine actuelle), qui faisait partie du Banat de Bosnie et plus tard du Royaume de Bosnie.
La menace ottomane se développait vers l'est, menaçant la Bosnie et ses régions du sud-est à Hum. Le 27 août 1388, le grand-duc Vlatko a vaincu un groupe de raids ottomans (probablement jusqu'à 18 000 hommes) lors de la bataille de Bileća. On attribue généralement à la cavalerie lourde bosniaque la victoire de la bataille, car elle a brisé les rangs ottomans et poursuivi l'ennemi en retraite. Le célèbre commandant ottoman Lala Sahin Pacha (Turc: Lala Şahin Paşa, 1330-1382) réussit de justesse à se sauver avec un petit groupe de soldats,,.
En 1389, envoyé par son roi Tvrtko Ier, il commanda un contingent de l'armée bosniaque dans le cadre d'une coalition chrétienne qui combattit aux côtés du prince serbe Lazar Hrebeljanović lors de la bataille du Kosovo contre les Ottomans. Vuković était l’un des rares commandants à avoir survécu à la bataille. Bien que la bataille soit considérée aujourd'hui comme tactiquement peu concluante, à l'époque, elle était perçue différemment : Vuković a rapporté l'issue de la bataille comme une victoire, car les Ottomans ont subi de lourdes pertes et ont été contraints de se retirer pendant un certain temps.

## Décès et enterrement
Il est décédé entre août 1392 et août 1393.  Son neveu Sandalj Hranić lui succède.

### Confusion de Stećak
On pensait que les tombes de Vlatko et de sa femme se trouvaient dans une nécropole de stećak (tombe médiévale bosniaque) près du village de Boljuni, non loin de Stolac, en Bosnie-Herzégovine.
Où dans une stećak est écrit en cyrillique bosniaque : « Ase leži dobri junak i čovjek Vlatko Vuković » (Français : Ici repose un bon héros et un bon homme, Vlatko Vuković) cependant, aucune des deux tombes n'aurait appartenu à un célèbre duc ou à sa femme. 

## References
1. 1 2  Kurtović 2009, p. 20-26.
2. ↑  (sh) « Bitka kod Bileće (1388) – Zaboravljeni grob Vlatka Vukovića », www.plemenito.com, PLEMENITO – digitalni arhiv (consulté le 22 février 2019)
3. ↑  (sh) Sima M. Ćirković, Istorija srednjovekovne bosanske države, Srpska književna zadruga, 1964, 157–158 p. (lire en ligne)
4. ↑  (bs) Amer Maslo, « Slavni i velmožni gospodin knez Pavle Radinović », www.ff.unsa.ba, Sarajevo, 2018 (consulté le 8 avril 2020), p. 16, 17
5. 1 2  (sh) Ivan Lovrenović, « Adrian Hastings, Južni Slaveni », ivanlovrenovic.com, 1998 (consulté le 8 avril 2020)
6. ↑  Kurtović 2009, p. 21. 
footnote 47

(en) John Van Antwerp Fine, The Late Medieval Balkans: A Critical Survey from the Late Twelfth Century to the Ottoman Conquest, University of Michigan Press, 1994 (ISBN 978-0-472-08260-5, lire en ligne), p. 456

## Sources
- Dinić, « Земље Херцега Светога Саве », Glas SKA, Belgrade, SKA, vol. 182,‎ 1940, p. 149–257 (lire en ligne)
- John Van Antwerp Jr. Fine, The Early Medieval Balkans: A Critical Survey from the Sixth to the Late Twelfth Century, University of Michigan Press, 1991 (1re éd. 1983) (ISBN 978-0-472-08149-3, lire en ligne)
- Esad Kurtović, Veliki vojvoda bosanski Sandalj Hranić Kosača, vol. 4, Historijske monografije, 2009 (ISBN 9789958649011, lire en ligne)
- Nedeljko Radosavljević, Belief narrative genres = Жанрови предања = Жанры преданий, Novi Sad, Filozofski fakultet,‎ 2012, 173–178 p., « Where Did Vlatko Vuković's Army Take Communion? (Historical Roots of a Legend) »